# Albuneidae
Albuneidae is een familie van kreeftachtigen uit de klasse van de Malacostraca (hogere kreeftachtigen).

## Onderfamilies
- Albuneinae Stimpson, 1858
- Lepidopinae Boyko, 2002

Er is nog onduidelijkheid over de taxonomische indeling van onderstaande geslachten ('incertae sedis').
- Harryhausenia Boyko, 2004 †
- Skallamia Goedert & Berglund, 2012 †
- Squillalbunea Boyko, 2002
- Zygopa Holthuis, 1961